# LGBT historie v Rusku

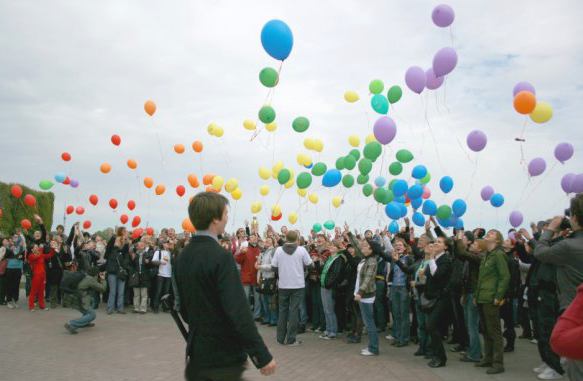
Shromáždění na podporu LGBT práv "Rainbow flash mob" při příležitosti oslav Mezinárodního dne proti homofobii, Sankt Petěrburg, 2009.

Dějiny leseb, gayů, bisexuálů a translidí (LGBT) v Rusku a jeho předchůdcích, tj. Sovětském svazu a Ruském impériu, byly výrazně ovlivněny politickými vývoji a úrovněmi liberalismu nebo tolerance vládců. Ty vycházely z historicky prohibitivního rázu ruského pravoslavného náboženství ve vztahu k lidské sexualitě. 
Homosexualita byly v Rusku dokumentována po staletí. Nejstarším dochovaný záznam její existence sahá do rané poloviny 17. století. Grigorij Karpovič Kotošichin zaznamenal za vlády cara Alexeje I. Michajloviče represivní přístup jak k mužské i ženské homosexualitě, která byla trestána upalováním. Vládní snahy o prevenci homosexuálních praktik započaly v 18. století, kdy v r. 1716 car Petr Veliký zakázal homosexuální vztahy ve vojenských strukturách během modernizace Ruska. V r. 1832 byly přijaty další zákony kriminalizující určité sexuální akty mezi muži; LGBT subkultura však v té době začala zažívat určitý rozmach a mnoho prominentních Rusů se otevřeně hlásilo k homosexualitě nebo bisexualitě. 
V r. 1917 vypukla Říjnová revoluce, jejímž následkem bylo zhroucení Ruského impéria a vznik Ruské SFSR, tedy světově prvního socialistického státu. Po vítězství bolševiků v občanské válce byl v prosinci 1922 založen Sovětský svaz zahrnující jak Ruskou SFSR, Běloruskou SSR, Ukrajinskou SSR a Zakavkazskou SFSR. Nová komunistická vláda odvolala veškeré staré zákony týkající se sexuality, čímž dekriminalizovala homosexuální aktivitu v rámci celého Ruska, byť v některých bývalých částech Ruského impéria zůstala i nadále trestná. Pod vedením Vladimíra Iljiče Lenina bylo několika otevřeně homosexuálním lidem umožněná aktivní činnost v politice. V r. 1933 rekriminalizovala vláda Josefa Stalina homosexualitu s trestem pěti let těžkých prací. Po Stalinově smrti bylo zaznamenáno několik liberalizačních postojů ve vztahu k sexuální morálce v SSSR, ale homosexualita zůstala i nadále mimo zákon. I tak se začala homosexuální kultura stávat více a více otevřenou, zejména během politiky glasnosť praktikovanou prezidentem Gorbačovem na konci 80. let.
Po pádu SSSR a vzniku Ruské federace v r. 1991 začala Rada Evropy tlačit na členské země, aby dekriminalizovaly homosexualitu. Prezident Boris Jelcin tak učinil v r. 1993. I přesto však existuje jistá represe ve vztahu k aktivitám spjatým s homosexualitou. 

## Ruské impérium

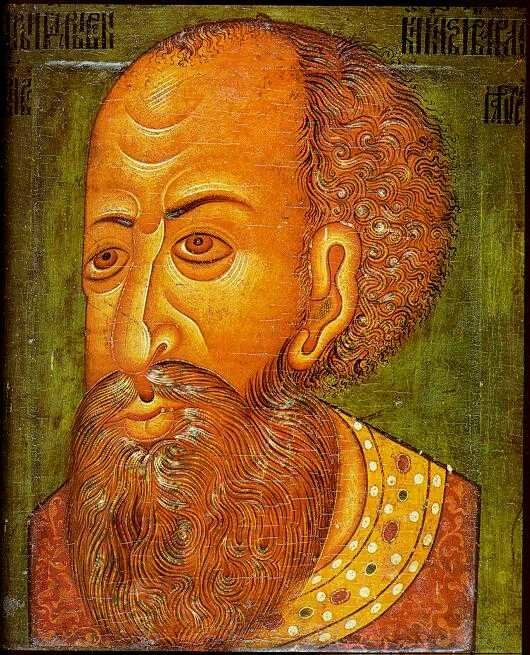
Car Ivan IV. Hrozný byl svými odpůrci obviňován z homosexuálních vztahů.

Před nástupem carské vlády byly homosexualita a crossdressing trestány náboženskými autoritami a milicemi. Homosexualita byla používána také jako záminka při pokusech o svržení cara Ivana Hrozného. Po zavraždění cara Lžidimitrije I. se jeho tělo vláčelo po městě spolu s jeho údajným mužským milencem.
V r. 1716 přijal car Petr Veliký zákaz mužské homosexuality ve vojenských řadách. Zákaz sodomie byl součástí rozsáhlého reformního hnutí, jehož cílem byla modernizace Ruska. Snahy o rozšíření podobného zákazu na občanskou společnost byly odmítány až do r. 1835. V r. 1832 přijal car Mikuláš I. článek 995 zakazující muželožstvo. Ačkoli se mělo jednat o zákaz všech forem soukromých homosexuálních aktů, soudy omezovaly jeho interpelaci pouze na mužský anální sex, díky čemuž zůstaly jiné formy homosexuálního chování i nadále legální. Zákon se nezmiňoval přímo o ženské homosexualitě nebo crossdressingu, ač bylo obojí považované za stejně amorální a stíhatelné podle jiných zákonům (podobným těm, podle kterých církev mohla trestat dívky, které se byly 'tomboys's), na základě nichž se trestaly lesby v 17. století a před.. Osoby odsouzené na základě článku 995 byly zbaveny veškerých práv a vyhnány na čtyři až pět let na Sibiř. Není známo přesně, kolik Rusů bylo podle tohoto zákona uvězněno, přestože se v tomto období vyskytlo mnoho otevřeně homosexuálních a bisexuálních Rusů a homoerotika se stala taktéž velmi populární mezi některými náboženskými disidenty na dálném ruském severu. Relativně vysoký počet otevřeně gay a bisexuálních umělců a intelektuálů pokračoval až do konce 19. století.
Známým bisexuálem té doby byl Konstantin Leonťjev a nejproslulejším párem ruské literatury pozdního 19. století byly lesby Anna Jevreinova (právnička) a Maria Feodorova (spisovatelka). Dalším známým lesbickým párem byly autorky Polysena Soloviová a Natalja Manasejna. Mezi další proslulé umělce patří básník Alexej Apuchtin, Petr Čajkovskij, konzervativní autor a publicista princ Vladimír Meščerskij, Sergej Ďagilev, který měl aféru se svým bratrancem Dmitrijem Filosofovem a po rozchodu s Vaslavem Nijinskim. Novela Mikhaila Kuzmina Křídla (1906) se stala prvním příběhem "coming outu" se šťastným koncem a jeho soukromá žurnalistika se přímo zaměřovala na gay subkulturu, včetně mužů napříč všemi společenskými třídami.
Přestože byla cítit jistá míra tolerance vůči gay a bisexuálním umělcům a intelektuálům, zejména těm, kteří byli zadobře s carskou rodinou, převažoval ve společnosti obecně názor silně podporovaný Východní pravoslavnou církví, že homosexualita je hříchem korupce, dekadence a amorálnosti. Novela ruského autora Alexandra Amfitjeatrova Lid devadesátek (1910) reflektovala jeho předsudky se dvěma charakteristikami homosexuálů: maskulinní lesbické prokurátorky a dekadentního gay básníka.
Lev Nikolajevič Tolstoj ve svém románu Vzkříšení představuje ruského umělce obviněného ze sexu se svými studenty, ale potrestaného velmi nízkým trestem, a gay aktivistu jako ukázku rozšířené korupce a absence morálky carského Ruska.
Tato vyobrazení homosexuálních mužů a žen v literatuře ukazují, že selektivní tolerance vlády k homosexualitě se nekryla s míněním prostého ruského lidu, a že se distancovala od jakékoli přímé podpory LGBT práv. Přestože jiné národy, zejména Německo, měly již aktivní hnutí za gay práva, tak v Rusku byla homosexualita, vyjma literatury, nejvíce vidět společně s prostitucí.
Ruská urbanizace hrála významnou roli v rozvoji gay nevěstinců v Sankt Petěrburgu a Moskvě a jiných veřejných míst, kde se provozovala mužská prostituce. Přestože existovala i lesbická prostituce, bylo všeobecné povědomí o homosexuálních a bisexuálních ženách jen málo rozšířené. Sergej Alexandrovič (mladší bratr Alexandra III. a strýc Mikuláše II.) byl v letech 1891–1905 moskevským guvernérem, který se tam také proslavil svými homosexuálními vztahy.

### Anarchisté & Kadeti
Anarchista Alexandr Berkman zmírnil své předsudky vůči homosexualitě prostřednictvím vztahu s Emmou Goldmanovou a časem stráveným ve vězení, kde zjistil, že i v dělnické třídě existují homosexuálové, a tudíž se nejedná o projev hříchu vyšší a střední třídy nebo dekadence buržoazie.
Jeden ze zakladatelů Kadetů Vladimír Dmitrijevič Nabokov, napsal dokument o právním postavení homosexuality v Rusku, publikovaný jedním z prvních gay aktivistů Dr. Magnem Hirschfeldem v Berlíně. V něm pak vyzývá ke zrušení anti-gay zákonů, což jej učinilo prvním ruským politikem veřejně podporujícím gay práva.